# Pestoffův trojúhelník

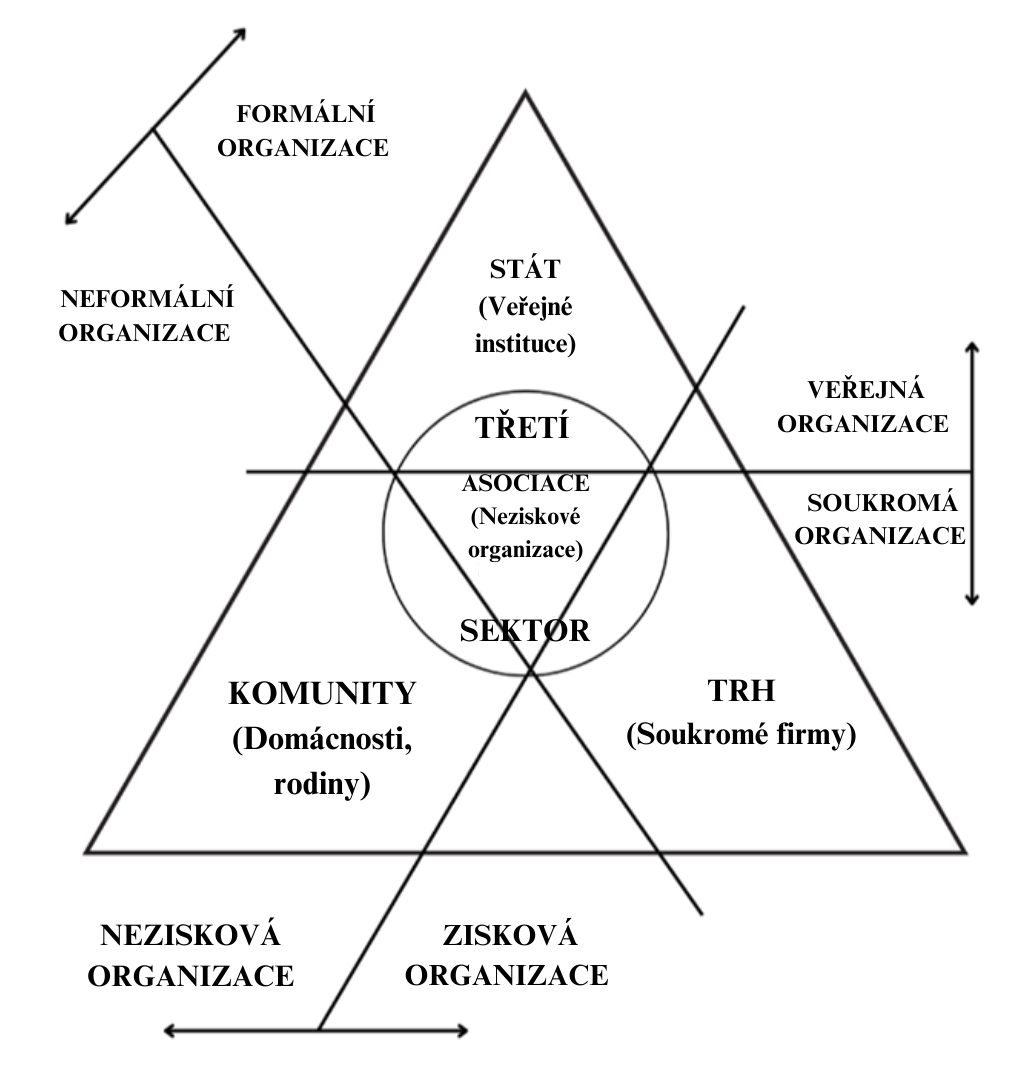
Pestoffův trojúhelník zobrazující rozdělení národního hospodářství

Pestoffův trojúhelník (také známý jako „welfare triangle“, tedy „trojúhelník blahobytu“) je model, který znázorňuje propojenost mezi sektory národního hospodářství na ploše trojúhelníku.
Je využíván zejména při analýze neziskového sektoru a jeho vztahů s ostatními sektory národního hospodářství. Vyobrazil jej švédský ekonom Victor Alexis Pestoff. Zmíněnými sektory jsou neziskový soukromý sektor (asociace), neziskový sektor domácností (komunity), ziskový soukromý sektor (trh) a neziskový veřejný sektor (stát).
Ziskový soukromý sektor zahrnuje organizace, které jsou charakteristické tím, že mají primární cíl dosahování zisku, fungují na formální bázi a jsou ve vlastnictví soukromých subjektů. Neziskové, veřejné a formální organizace patří do kategorie neziskového veřejného sektoru. Stejným typem jen na soukromé bázi jsou organizace, které se řadí do neziskového soukromého sektoru. Posledním zmíněným sektorem je neziskový sektor domácností, typickým charakterem neziskovosti, neformálnosti a soukromým vlastnictvím. Ideální situace nastává tehdy, když všechny sektory v národním hospodářství vzájemně spolupracují a nebo se efektivně doplňují ve své činnosti.
Některé soukromé neziskové organizace přesahují svou činností i do sektoru veřejného, ziskového a sektoru domácností. Tento přesah je znázorněn ve středu modelu pomocí kruhu okolo neziskových organizacích a je nazýván třetím sektorem.

## Členění národního hospodářství podle Pestoffa
Plocha trojúhelníkového modelu je rozdělena třemi kritérii, které vymezují jednotlivé sektory národního hospodářství. Daný model umožňuje jednoznačně identifikovat, do kterého sektoru patří jednotlivé organizace.
Kritéria vymezující jednotlivé sektory v modelu Pestoffova trojúhelníku:
- Kritérium financování – Rozděluje sektor na ziskový a neziskový. Zatímco organizace v ziskovém sektoru mají za cíl maximalizovat zisk, tak organizace v neziskovém sektoru se zaměřují na poskytování služeb nebo činností, které nejsou primárně orientované na maximalizaci zisku.
- Kritérium vlastnictví – Rozděluje sektor na soukromý a veřejný. Do soukromého vlastnictví spadají organizace či aktivity, které jsou provozovány například nestátními neziskovými organizacemi. Vlastníky jsou kupříkladu fyzické osoby či akcionáři. Opakem je sektor veřejný, který zahrnuje organizace financované státem nebo jinými veřejnými subjekty.
- Kritérium formálnosti – Rozděluje na formální a neformální sektor. Formální sektor zahrnuje jednotlivé organizace se stanovenou pevnou strukturou a danými pravidly. Oproti tomu sektor neformální zahrnuje aktivity bez dané struktury či dobrovolnické aktivity.

## Victor Alexis Pestoff
Victor Alexis Pestoff je švédský ekonom a odborník na problematiku třetího sektoru, koprodukce (co-production) a demokratických struktur sociálního státu. V současnosti[kdy?] působí jako hostující profesor na Institutu pro studium občanské společnosti na univerzitě Ersta Sköndal Bräcke University College ve Stockholmu, což je instituce zaměřená na výzkum občanské společnosti a sociálních služeb ve Švédsku.

## Třetí sektor
V Pestoffově trojúhelníku je tzv. třetí sektor (známý také jako občanská společnost) umístěn do prostřední části obrazce (pod pojem druhý sektor jsou řazeny veřejné netržní organizace a první sektor zahrnuje soukromé tržní organizace). Jedná se o širší pojem zahrnující organizace, které nejsou zaměřeny na generování zisku. Do tohoto sektoru patří neziskové organizace, charitativní instituce a další subjekty, které poskytují veřejné služby. Důraz je kladen na dobrovolnictví a občanské zapojení, nikoliv na maximalizaci zisku. Organizace ve třetím sektoru přispívají k poskytování veřejných statků a často zajišťují služby, které jsou mimo možnosti trhu nebo vlády. V některých případech mohou být pro občany neziskové organizace důvěryhodnější, neboť jejich hlavním cílem není zisk, ale užitek spotřebitelů.
Třetí sektor je předmětem diskusí. Diskutuje se o tom, zda lze třetí sektor považovat za soudržný celek a jaké pojmenování je pro něj nejvhodnější. V rámci sektoru se řeší dopady jeho činnosti, jeho role, jeho možnosti veřejné podpory a spolupráce s vládou. Organizace třetího sektoru poskytují různé služby, primárně v oblasti sociálních služeb, jejichž tradice sahá hluboko do minulosti.
V Evropě je v porovnání s USA vnímání třetího sektoru jako součást smíšené ekonomiky blahobytu mnohem silnější. Produkce služeb organizacemi ve třetím sektoru je ovlivněna zákony a politikou státu. Dále produkci ovlivňují hodnoty soukromého sektoru. Tyto organizace se musejí tedy zaměřovat na více aspektů najednou. Oproti tomu veřejné organizace, které produkuje stát, se zaměřují na přerozdělování a soukromé firmy na trhu cílí na generaci zisku.

### Nestátní neziskové organizace
Pestoffův trojúhelník zdůrazňuje význam neziskového sektoru v němž působí nestátní neziskové organizace (NNO). Vyznačují se svojí samostatností a nezávislostí. Svou činnost si spravují sami nezávisle na ostatních subjektech. I neziskové organizace mohou generovat zisk. Vedle své hlavní činnosti mohou mít i vedlejší hospodářskou činnost a z té právě generovat zisk. Avšak finanční prostředky zde získané musí NNO investovat zpátky do hlavní činnosti organizace, na její rozvoj. Stát podporuje nestátní neziskové organizace prostřednictvím dotací. Pro stát je to efektivnější a méně nákladné, než kdyby danou činnost či službu zřizoval přímo stát sám.

## Koprodukce
Koprodukce označuje formu spolupráce mezi občany a poskytovateli veřejných služeb při zajišťování těchto služeb. Tento termín byl poprvé představen v 70. letech Elinor Ostrom a jejím týmem na Indiana University. Původně se zaměřoval na interakci mezi profesionály (například učitelé a policisté) a občany, kteří využívají jejich služby. Ale nyní koprodukce zahrnuje jak činnost odborníků, tak i aktivní účast občanů na těchto veřejných službách. Různé země mohou mít odlišné definice koprodukce, které často odrážejí kulturní kontexty nebo specifické analytické přístupy.